# 伦滕多夫
伦滕多夫是德国图林根州的一个市镇。总面积11.62平方公里，总人口427人，其中男性217人，女性210人（2011年12月31日），人口密度37人/平方公里。